# Dietmar Witteborn
Dietmar Witteborn (* 24. Juli 1947 in Glöthe) ist ein deutscher Glasgestalter.

## Leben und Werk
Witteborn absolvierte von 1964 bis 1968 eine Berufsausbildung mit Abitur als Landmaschinen- und Traktoren-Schlosser. Nach dem Grundwehrdienst in der NVA studierte er von 1970 bis 1976 an der Hochschule für industrielle Formgestaltung Halle – Burg Giebichenstein. Danach war er als Glasgestalter bis zu dessen Auflösung 2000 Mitglied des Kollegiums Bildender Künstler Glasgestaltung Magdeburg tätig. Das Kollegium erhielt insbesondere Aufträge von staatlichen und kirchlichen Institutionen aus der ganzen DDR, darunter für repräsentative Projekte, und gab der Anwendung von Glas in der baubezogenen Kunst der DDR wichtige Impulse.
Witteborn nahm u. a. 1983 in Lauscha am 2. Symposium der Glasgestalter der DDR „Glas – Material – Gestalt“ teil. Mit Richard O. Wilhelm und Reginald Richter gehörte er zum Entwurfsbereich Glasgestaltung beim Aufbau des Palasts der Republik in Berlin. 1983 erwarb das Kunstgewerbemuseum Dresden auf der IX. Kunstausstellung der DDR mit Witteborns abstrakten Skulpturen Bewegung zwischen zwei Blöcken und Konstruktive Aufgabe erstmals Werke aus Floatglas.
Witteborn war bis 1990 Mitglied des Verbands Bildender Künstler der DDR und gehörte dessen Sektion Formgestaltung/Kunsthandwerk an.

## Architekturbezogene Werke (Auswahl)
- Bartresen (um 1975/1976; Jugendtreff des Palasts der Republik, Berlin; Glasmosaik, ca. 8 m)[4]
- Bereich der Eingangstür mit Windfang des Haupteingangs des Pionierpalasts „Ernst Thälmann“ in Berlin (1978/1979; Kristallglas-Strukturen, Glasapplikationen, Rubinglas, Edelstahl)[5]
- Rätsel des Wachstums (1980/1981; Betonglasfenster, Gruson-Gewächshäuser Magdeburg)[6]
- Jugend aller Nationen (1983/1984; Betonglasfenster am damaligen Jugendtouristenhotel Magdeburg; 3 × 4,80 m)[7]
- Schwimmen und Tauchen (1986; Wandgestaltung in der Schwimmhalle Olvenstedt; Glasapplikation)
- Raumteiler (1987; Hotel Ratswaage Magdeburg; Glasapplikationen)

## Ausstellungen (unvollständig)

### Einzelausstellungen
- 1987: Erfurt, Galerie am Fischmarkt („Glasräume“, mit Karin Nenz und Klaus Waschke)

### Teilnahme an zentralen und wichtigen regionalen Ausstellungen in der DDR (unvollständig)
- 1978: Magdeburg („Junge Magdeburger Künstler“)
- 1979 und 1984: Magdeburg, Bezirkskunstausstellungen
- 1982/1983 und 1987/1988: Dresden, IX. und X. Kunstausstellung der DDR
- 1984: Berlin, Neue Berliner Galerie im Alten Museum („Junge Künstler DDR“)